# Rodrigo Amador de los Ríos
Rodrigo Amador de los Ríos y Fernández-Villalta (Madrid, 3 de marzo de 1849 - Madrid, 13 de mayo de 1917) fue un abogado, arqueólogo e historiador español. Ocupó el cargo de director del Museo Arqueológico Nacional y del Museo de Reproducciones Artísticas, ambos en Madrid.

## Biografía profesional
Hijo del historiador y arqueólogo Amador de los Ríos, cursó Filosofía y Letras, y Derecho, en la Universidad Central de Madrid y se tituló en el Escuela Superior de Diplomática, ingresando posteriormente en el Cuerpo Facultativo de Archiveros, Bibliotecarios y Arqueólogos. Entró en 1868 como ayudante en el Museo Arqueológico Nacional y fue nombrado director del mismo en 1911, cargo en el que permaneció durante seis años, cuando fue nombrado director del Museo de Reproducciones Artísticas, lugar que ocupó hasta su fallecimiento el 13 de mayo de 1917.
Durante su mandato en el museo arqueológico realizó obras de mejoras, ya que junto con las donaciones de la colección del marqués de Cerralbo las salas dedicadas a la India y Persia, China y Japón y Oceanía y las del Extremo Oriente tuvieron que modificarse y ocupar incluso los espacios de dos locales que estaban destinados a oficinas. El museo continuó con ingresos destacables publicados en la revista del año 1916 Adquisiciones del Museo Arqueológico Nacional en el artículo de la cual José Ramón Mélida y Alinari recuerda:

En el tiempo que ejerció la dirección del Museo aumentó sus colecciones con 2.786 objetos, de los cuales 643 ingresaron por donaciones y los restantes por adquisiciones hechas con los escasos fondos del establecimiento o directamente por el Estado ... La colección de Antonio Vives Escudero, las piezas procedentes de Itálica, Clunia y Tiermes, o de la necrópolis de Gormaz, destacando entre los ingresos de estos años, junto a la compra hecha a Tomás Román Pulido de más de 250 exvotos ibéricos, fíbulas, cerámica romana y piezas árabes.

## Obras
- Al-Cássr-Ul-Mashur (El palacio encantado), Leyenda histórica árabe-granadina, Madrid, Establecimiento Tipográfico de "El Correo", (1885).
- Burgos en España: Sus monumentos y artes, su naturaleza e historia, Barcelona, Tip. Edit.Daniel Cortezo, (1888).
- Murcia y Albacete en España: Sus monumentos y artes, su naturaleza e historia, Barcelona, Tip. Edit. Daniel Cortezo, (1889)
- Santander en España: Sus monumentos y artes, su naturaleza e historia, Barcelona, Establecimiento Tipográfico “Artes y Letras”, (1891)
- Huelva en España: Sus monumentos y artes, su naturaleza e historia, Barcelona, Establecimiento Tipográfico “Artes y Letras”, 1891.
- La leyenda del rey Bermejo Barcelona, Biblioteca Arte y Letras, (1890)
- El castillo de Pioz en la provincia de Guadalajara, La Ilustración Española y Americana, n.º XXXIX, Madrid, 15 de septiembre de 1899.
- El anfiteatro de Itálica: memoria de los trabajos practicados en 1915, Madrid, Junta Superior de Excavaciones Y Antigüedades, (1916)
- Excavaciones en Toledo: memoria de los resultados obtenidos en las exploraciones y excavaciones practicadas en 1916, Madrid, Junta Superior de Excavaciones Y Antigüedades, (1917)